# Eptesicus andinus
Sérotine des Andes
Espèce
Répartition géographique
Statut de conservation UICN

 LC  : Préoccupation mineure
Eptesicus andinus, la Sérotine des Andes, est une espèce de chauves-souris sud-américaines de la famille des Vespertilionidae.

## Description
Eptesicus andinus a une longueur totale entre 83 et 101 mm, une longueur de l'avant-bras entre 37,2 et 44,4 mm, une longueur de la queue entre 31 et 41 mm, une longueur du pied entre 8 et 11 mm, une longueur du oreilles entre 11 et 16 mm et un poids allant jusqu'à 10,4 g.
La fourrure est longue, douce et soyeuse. Les parties dorsales varient du brun foncé au brun noirâtre, avec la base des poils claire, tandis que les parties ventrales sont plus claires, avec la base des poils noirâtre. Le museau est large avec deux masses glandulaires sur les côtés. Les yeux sont petits. Les oreilles sont de proportions moyennes, triangulaires et à bout pointu. Le tragus est long, étroit et arrondi. Les membranes des ailes sont noires ou brun noirâtre. L'extrémité de la longue queue s'étend légèrement au-delà de la large membrane interfémorale. Le calcar est plus long que le pied.

### Alimentation
Eptesicus andinus est insectivore.

### Reproduction
Des femelles en lactation ont été observées en mai, juillet et août tandis que d'autres femelles gravides ont été capturées au Pérou en août.

## Répartition
Cette espèce est répandue dans les hautes terres andines du Nord-Ouest du Venezuela, de la Colombie, du Pérou et de l'Équateur jusqu'au Nord de la Bolivie.
Elle vit entre 100 et 3 300 mètres d'altitude.

## Dénomination
Ce taxon porte en français le nom vernaculaire ou normalisé suivant : Sérotine des Andes.

## Systématique
Le nom valide complet (avec auteur) de ce taxon est Eptesicus andinus J.A. Allen, 1914,.

### Publication originale
- (en) J. A. Allen, « New South American Bats and a new Octodont », Bulletin of the American Museum of Natural History, New York, Musée américain d'histoire naturelle, vol. 33, no 29,‎ 1914, p. 381-389 (ISSN 0003-0090 et 1937-3546, OCLC 1287364, lire en ligne).